# Highampton
Highampton – wieś i civil parish w Anglii, w Devon, w dystrykcie West Devon. W 2011 civil parish liczyła 322 mieszkańców. Highampton jest wspomniana w Domesday Book (1086) jako Hanitone/Hantona.